# Olrico da Corte
Olrico o Ulrico (Milano, XI secolo – Milano, 28 maggio 1126) è stato un arcivescovo cattolico italiano.

## Biografia
Di famiglia milanese di ceto incerto, Olrico si distinse nella curia arcivescovile di Milano come arciprete del capitolo della cattedrale, carica che ricoprì almeno dal 1110, prima volta in cui il suo nome viene citato nei documenti.
Nell'aprile di quell'anno, infatti, l'arciprete diede ordine di ricostruire la canonica per gli ordinari del Duomo, sul luogo ove sorgeva la precedente. Nei documenti è detta curte cardinalorum majoris Ecclesiae, juxta tribunam S. Stephani qui dicitur ad Fontes.
Fu lui, nel 1111 a richiamare a Milano Giordano da Clivio, futuro arcivescovo della sede episcopale milanese, che stava compiendo i propri studi in Francia.
Il 17 novembre 1120, Olrico viene nominato egli stesso arcivescovo di Milano e lo scrittore Landolfo Iuniore afferma che la sua intronizzazione ebbe luogo per mano del primicerio Nazario.
Nel 1125 l'arcivescovo Olrico è il primo a stabilire il 2 novembre come giornata per la commemorazione dei defunti, non riuscendo però completamente a completare le pratiche di questo decreto, essendo morto il 28 maggio 1126 a Milano. Fu sepolto nella Basilica di Santa Maria Maggiore.

## Fonti
- Dizionario di erudizione storico-ecclesiastica da San Pietro sino ai nostri giorni di Gaetano Moroni, 1879, Venezia, Tip. Emiliana
- Dizionario Biografico degli Italiani di Alberto Maria Ghisalberti, Massimiliano Pavan, Istituto della Enciclopedia italiana - 1960, Milano
- Annali d'Italia, dal principio dell'era volgare sino all'anno MDCCL di Lodovico Antonio Muratori